# Potocearka, Kărdjali
Potocearka (în bulgară Поточарка) este un sat în comuna Krumovgrad, regiunea Kărdjali,  Bulgaria. 

## Demografie
Componența etnică a satului Potocearka
     Turci (60,58%)
     Bulgari (5,83%)
     Romi (9,48%)
     Nicio identificare (24,08%)
La recensământul din 2011, populația satului Potocearka era de 137 locuitori. Din punct de vedere etnic, majoritatea locuitorilor (60,58%) erau turci, existând și minorități de romi (9,48%) și bulgari (5,83%). Pentru 24,08% din locuitori nu este cunoscută apartenența etnică.